# 佐藤進 (実業家)
佐藤 進（さとう すすむ、1932年10月14日 - 2017年2月10日）は、東急レクリエーション元社長。

## 略歴
- 宮城県古川高等学校卒業
- 中央大学法学部卒業
- 東急レクリエーション入社。
- 専務取締役就任
- 取締役社長就任
- 社長を辞任